# ロイ・アンドリュー・ミラー
ロイ・アンドリュー・ミラー（Roy Andrew Miller、1924年9月5日 – 2014年8月22日）はアメリカ合衆国の言語学者。日本語およびチベット・ビルマ語族を研究した。とくに日本語とアルタイ語族の親縁関係の研究で知られる。

## 生涯
1924年、ミネソタ州ウィノナに生まれた。第二次世界大戦中は海軍の予備役部隊に属し、海軍東洋語学学校で日本語を学習した。1946年にミネソタ州のガステイバス・アドルファス・カレッジ(Gustavus Adolphus College)を卒業した後、中央情報グループ（CIAの前身)で調査研究に従事した。1953年に『説文解字』に関する論文を書き、コロンビア大学の博士の学位を得た。
1953年から翌年にかけてダージリンでチベット語のフィールドワークを行った。1955年から1963年まで東京の国際基督教大学で教鞭をとった。1964年から1970年までイェール大学の教授、1970年から1989年までワシントン大学の教授をつとめた。退官後は主にハワイに住んだ。
2014年にホノルルで没した。

## 主な著作
1950年代には主にチベット・ビルマ語族に関する論文を発表した。
ミラーは1962年に日本語の教科書『現代日本文読本』、1967年に日本語の概説書を書いている。
- A Japanese Reader: Graded Lessons for Mastering the Written Language. C.E. Tuttle Co. (1962)
- The Japanese Language. University of Chicago Press. (1967)

小黒昌一 訳『日本語：歴史と構造』三省堂、1972年。
ミラーは稲荷山古墳出土鉄剣の銘文や仏足跡歌碑など、古代日本語の資料を多く研究した。
ミラーは日本語とアルタイ諸語の親縁関係に関する著書・論文を多く発表した。はじめは同僚のサミュエル・マーティンによる日本・朝鮮共通祖語を利用したが、のちには日本語が特に朝鮮語と近いという考えは放棄した。
- Japanese and the other Altaic languages. University of Chicago Press. (1971)

西田龍雄ほか 訳『日本語とアルタイ諸語：日本語の系統を探る』大修館書店、1981年。
- Origins of the Japanese Language: Lectures in Japan during the Academic Year 1977–78. University of Washington Press. (1980)

村山七郎・山本啓二・下内充 訳『日本語の起源』筑摩書房、1982年。
- Languages and History: Japanese, Korean, and Altaic. Oslo: Institute for Comparative Research in Human Culture. (1996)

晩年には日本語や日本人に関する誤解・神話を払拭する目的を持った著作を公刊している。
- Japan's Modern Myth: The Language and Beyond. Weatherhill. (1982)
- Nihongo: In Defence of Japanese. Athlone Press. (1986)